# Lars Andersson (poet)
Lars Andersson, född 13 februari 1951 i Fagersta, är en svensk mellanstadielärare, under sex år kommunalråd, poet och förläggare.

## Biografi
Lars Andersson har sina rötter i Bergslagen. Född och uppvuxen i Fagersta, men bor sedan 1988 i Skinnskattebergs kommun. Gick i pension 2015. 
Han har genom åren varit redaktör för olika tidskrifter och drivit några olika förlag. Idag, 2025, ger han ut tidskriften Periferi. Den kommer med två nummer per år. Han har varit aktiv i olika föreningar, bland annat i Folket i Bild-gruppen i Surahammar, Riddarhyttans Arbetarteater och PRO Riddarhyttan. Han deltar i det lokala kulturlivet.

### Diktsamlingar
- 1979 -  …och vi teg, dikter. Surahammar: Eget Förlag. Libris 7628967. ISBN 9172602643
- 1985 -  Lommen lyfter, dikter. Surahammar: Förlaget Vaulunder. Libris 7758845. ISBN 9186538020
- 1996 -  Vändkors, dikter. Surahammar: Förlaget Grufvan. Libris 12286025. ISBN 9186538187
- 2001-  Motgift, dikter tillsammans med Hans Ekström. Surahammar: Förlaget Grufvan. Libris 8475376. ISBN 9186538322
- 2021-  Som ett ögonblick, dikter. Surahammar: Förlaget Periferi. Libris wb171r7kt9lpzzqn. ISBN 9186538403

### Medverkan i Antologier
- 1978 - Bruksliv – berättelser och dikter (Folket i Bild-gruppen i Surahammar) ISBN 91 7260 198 1
- 1989 - Kärlek och Uppror: 210 dikter för unga människor. Red Siv Widerberg och Anna Artén Förlag Litteraturfrämjandet.
- 1992 - Brännpunkter (Förlaget Grufvan) ISBN 91 86538 10 1
- 1996 - Andra Brännpunkten (Förlaget Grufvan) ISBN 91 86538 17 9
- 1998 - Korparna sitter vid vägkanten, (Förlaget Grufvan) ISBN 91 86538 24 1
- 2001 - Väntar på ett tåg som aldrig kommer att avgå  (Förlaget Grufvan) ISBN 91 86538 31 4

### Medverkat med dikter i olika tidskrifter
Bland annat a Bokboden, Byggnadsarbetaren, Författarförbundets Tidskrift, Ad Lucem, Horisont, Folket i Bild/Kulturfront, 
 

### Redaktör för dessa tidskrifter
- Vaulunder, 1981 -1986, 9 nummer tillsammans med Kjell Andersson, Surahammar,
- Grufvan, 1989 – 1997, 17 nummer, Riddarhyttan, ISSN 1100-3170
- Schakt, 2005-2006, 4 nummer, Ett stencilerat poesifanzine, Riddarhyttan,
- Periferi, 2018 - nu, 14 nummer hittills, Riddarhyttan/ Skinnskatteberg, ISSN 2003-1424

## Stipendier
- 1982 – Surahammars kommuns kulturstipendium
- 1984 – Västmanlands landstings kulturstipendium
- 1989 – Skinnskattebergs kommuns kulturstipendium
- 1990 - Bergslagsdelegationens kulturstipendium